# Lotononis
Lotononis là một chi rau đậu thuộc họ Fabaceae, tông Crotalarieae. Một số loài thuộc chi này:
- Lotononis adpressa N. E. Br.
- Lotononis angolensis Welw. ex Baker
- Lotononis azurea (Eckl. & Zeyh.) Benth.
- Lotononis bainesii Baker
- Lotononis benthamiana Dummer
- Lotononis calycina (E. Mey.) Benth.
- Lotononis carinata (E. Mey.) Benth.
- Lotononis corymbosa (E. Mey.) Benth.
- Lotononis crumaniana Burch. ex Benth.
- Lotononis decumbens (Thunb.) B.-E. van Wyk
- Lotononis digitata Harv.
- Lotononis divaricata (Eckl. & Zeyh.) Benth.
- Lotononis eriantha Benth
- Lotononis falcata (E. Mey.) Benth.
- Lotononis foliosa Bolus
- Lotononis glabra (Thunb.) D. Dietr.
- Lotononis hirsuta (Thunb.) D. Dietr.
- Lotononis involucrata (P. J. Bergius) Benth.
- Lotononis laxa Eckl. & Zeyh
- Lotononis lenticula (E. Mey.) Benth
- Lotononis leptoloba Bolus
- Lotononis listii Polhill
- Lotononis longiflora Bolus
- Lotononis lotononoides (Scott-Elliot) B.-E. van Wyk
- Lotononis maximiliani Schltr. ex De Wild.
- Lotononis mirabilis
- Lotononis mucronata Conrath
- Lotononis parviflora (P. J. Bergius) D. Dietr.
- Lotononis pentaphylla (E. Mey.) Benth.
- Lotononis pachycarpa
- Lotononis platycarpa (Viv.) Pic. Serm.
- Lotononis prostrata (L.) Benth.
- Lotononis pulchella (E. Mey.) B.-E. van Wyk
- Lotononis pungens Eckl. & Zeyh.
- Lotononis quinata (Thunb.) Benth.
- Lotononis serpentinicola Wild
- Lotononis stipulosa Baker f.
- Lotononis stricta (Eckl. & Zeyh.) B.-E. van Wyk
- Lotononis strigillosa (Merxm. & A. Schreib.) A. Schreib.
- Lotononis tenella (E. Mey.) Eckl. & Zeyh.
- Lotononis wilmsii Dummer

## Hình ảnh

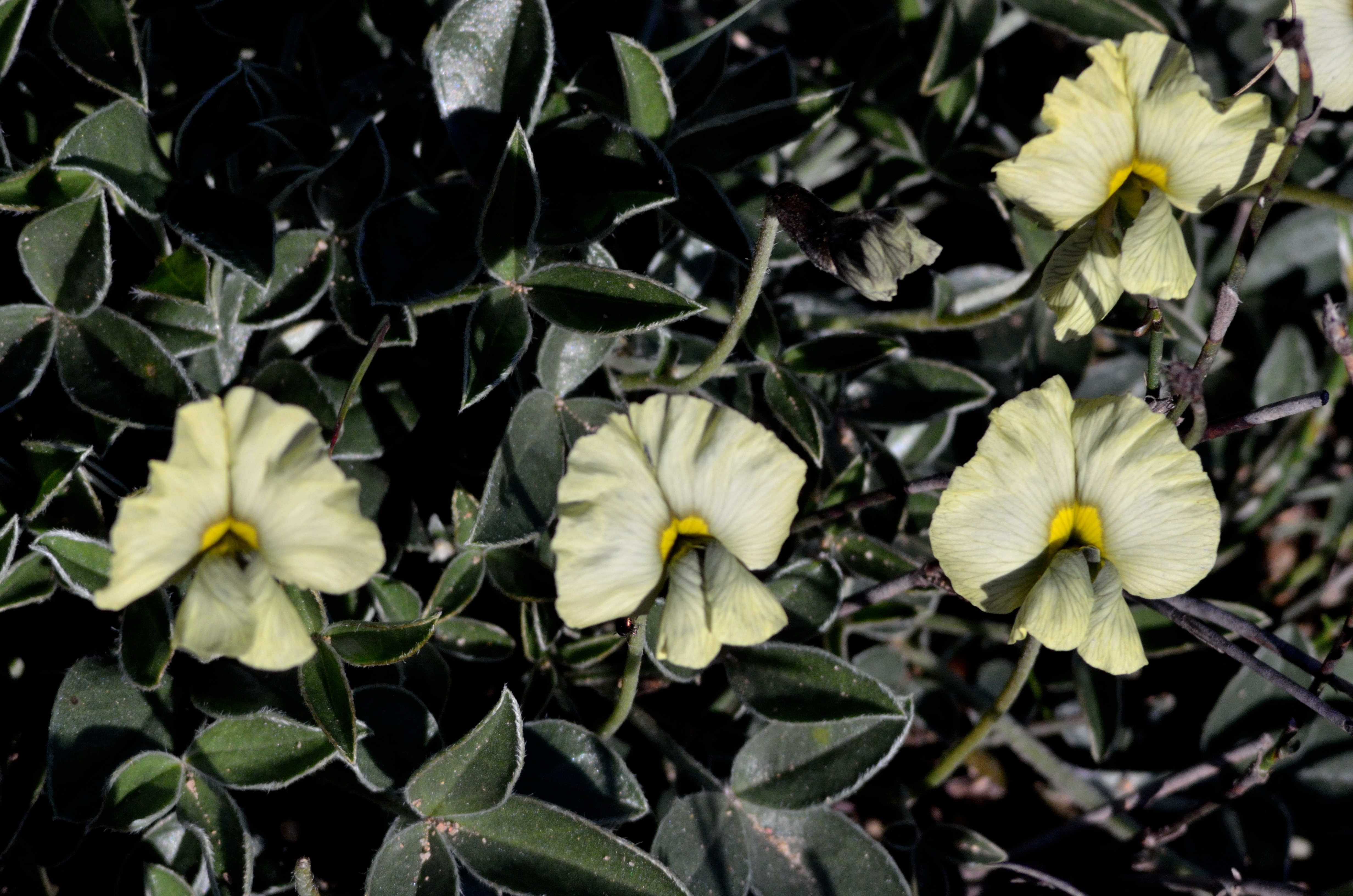
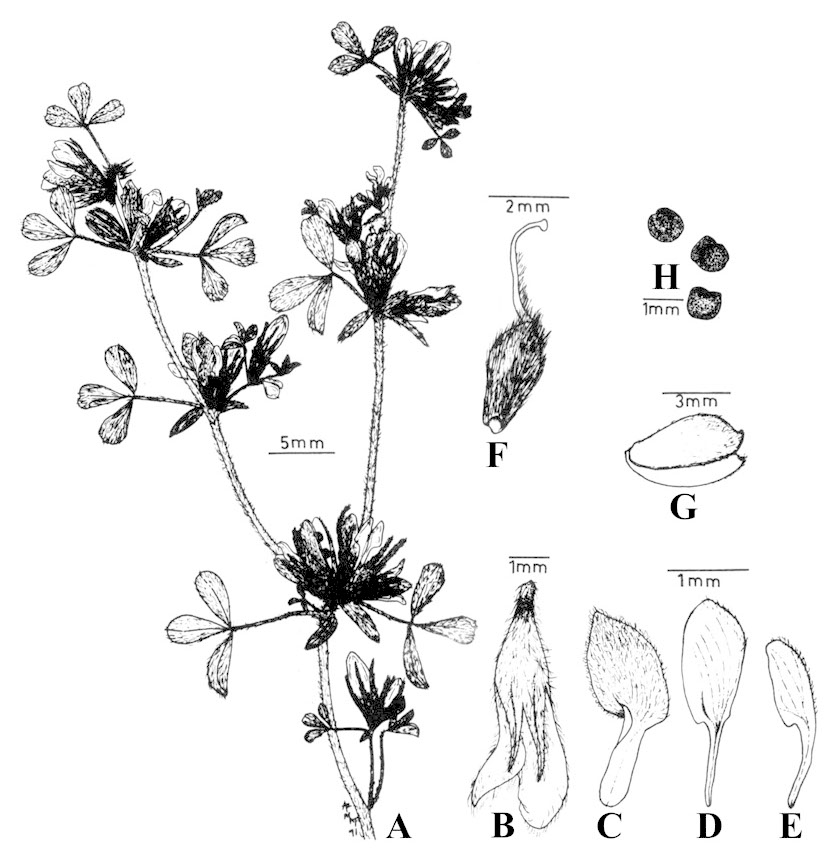